# Jørn Nielsen
Jørn „Jønke“ Nielsen (* 5. Juni 1960 in Gladsaxe, Dänemark) ist ein dänischer Hells Angel und Krimiautor.

## Leben
Nielsens Familie zog am Anfang recht häufig um, da sein Vater als Telegrafist im Dienst der dänischen Armee stand. Seine Mutter war Immobilienmaklerin. Nachdem sein Vater zunächst in die Reserve und dann zur dänischen Post versetzt worden war, lebte die Familie in Gammelmosevej. Nielsen brach mit 15 Jahren die Schule ab und arbeitete anschließend in einem Supermarkt.
Nielsens kriminelle Karriere begann 1975, als er bei einer Schlägerei in einer Kneipe verhaftet wurde. 1977 begann er, in die Rockerszene einzusteigen, zunächst beim Nomads MC, mit einem illegalen Moped. 1978 folgte eine zweieinhalbjährige Haftstrafe, weil er einen Mann mit einem Messer attackierte. Im gleichen Jahr kaufte er auch sein erstes Motorrad. Nachdem er seine Haftstrafe verbüßt hatte, gründete er 1980 in Nørrebro, Kopenhagen, das erste Charter der Hells Angels in Dänemark.
1984 ermordete Nielsen Henning Norbert Knudsen („Makrel“), den Präsidenten des Bullshit MCs, mit 20 Schüssen aus einer Maschinenpistole. Um seiner Verhaftung zu entgehen, floh er nach Kanada. Er kehrte jedoch nach mehreren Jahren des Exils heim, wurde am Flughafen verhaftet und zu einer sechzehnjährigen Haftstrafe verurteilt. 1988 trat er die Haftstrafe in einem dänischen Gefängnis an. Dort wurden 1996, im Verlauf des Rockerkriegs in Skandinavien, mehrere Mordversuche von den Bandidos an ihm verübt. Im Sommer 1998 wurde er aus der Haft entlassen. Nach dem Tod eines Mannes in Aalborg 2001 wurde er jedoch wieder verhaftet und zu vier weiteren Jahren Haft verurteilt.
Am 27. Dezember 2007 wurde Nielsen in Nørrebro angegriffen. Während des Kampfes tötete er seinen Angreifer mit einem Messer und wurde anschließend verhaftet. Nach einer neunmonatigen Untersuchungshaft wurde er entlassen und am 6. Februar 2009 von allen Anklagen freigesprochen.

## Als Autor
Bereits im kanadischen Exil betätigte sich Nielsen als Schriftsteller. Bis heute veröffentlichte er mehrere Bücher, unter anderem zwei Biografien, die 2003 und 2004 auch in deutschen Übersetzungen erschienen. Der dritte Teil seiner Biografie erschien bisher ausschließlich in dänischer Sprache, ebenso seine bisher veröffentlichten vier Kriminalromane.

### Biografien
- Jønke Mit Liv. Tiderne Skifter Forlag 1985.
  - deutsche Ausgabe: Big Run. Mein Leben als Hell’s Angel. Übersetzung von Gabriele Haefs. Europa Verlag, Hamburg / Wien 2003, ISBN 978-3-203-78577-6
- Jønke Mit Andet Liv. Tiderne Skifter Forlag 1992.
  - deutsche Ausgabe: Auf der Flucht. Mein Leben als Hell’s Angel. Übersetzung von Gabriele Haefs. Europa, Hamburg / Wien 2004, ISBN 978-3-203-78578-3.
- Jønke Endnu Et Liv. Tiderne Skifter Forlag 1998.

### Romane
- Fængslet. Tiderne Skifter Forlag 1989.
- Elgen Helge. Tiderne Skifter Forlag 1990.
- Korpsånd. Tiderne Skifter Forlag 1994.
- Arresten. Tiderne Skifter Forlag 2002.